# Záhedán
Záhedán (persky زاهدان‎) je město na jihovýchodě Íránu, hlavní město provincie Sístán a Balúčistán. Leží blízko íránsko-afghánsko-pákistánského trojmezí ve výšce 1352 metrů nad mořem a ve vzdálenosti 1605 kilometrů od hlavního íránského města Teheránu.
V roce 2005 měl Záhedán přibližně 580 tisíc obyvatel. Většinu tvoří Balúčové mluvící balúčštinou.